# AGEMUS-Nachrichten Wien
AGEMUS-Nachrichten Wien, Untertitel: Mensch und Umwelt – aktuell, ist die Mitgliederzeitschrift der Wiener Sektion der Arbeitsgemeinschaft Evolution, Menschheitszukunft und Sinnfragen. Der Titel erscheint laut Angaben in der Zeitschriftendatenbank seit 1984 unregelmäßig und wird in Deutschland von elf Bibliotheken (inkl. der Pflichtstandorte der Deutschen Nationalbibliothek) gesammelt.